# São Gabriel (Califórnia)
São Gabriel (em inglês:  San Gabriel) é uma cidade localizada no estado americano da Califórnia, no condado de Los Angeles. Foi incorporada em 24 de abril de 1913.

## Geografia
De acordo com o United States Census Bureau, a cidade tem uma área de 10,75 km², onde 10,72 km² estão cobertos por terra e 0,03 km² por água.

### Localidades na vizinhança
O diagrama seguinte representa as localidades num raio de 8 km ao redor de São Gabriel.

## Demografia
Segundo o censo nacional de 2010, a sua população é de 39 718 habitantes e sua densidade populacional é de 3 704,16 hab/km². Possui 13 237 residências, que resulta em uma densidade de 1 234,50 residências/km².